# Sysop
Sysop es un acrónimo de system operator ("operador de sistema", en inglés).  Es el término comúnmente usado para designar a los administradores de los Bulletin Board System (BBS).
El uso del término tuvo su apogeo en los inicios de la década de 1990, normalmente referido estrictamente a los administradores de BBS; sería equivalente en Internet a sysadmin, acrónimo de system administrator, y también al Webmaster en muchas ocasiones.
En Mediawiki el término se usa para referirse a los administradores.